# Mariakapel (Vergelt)

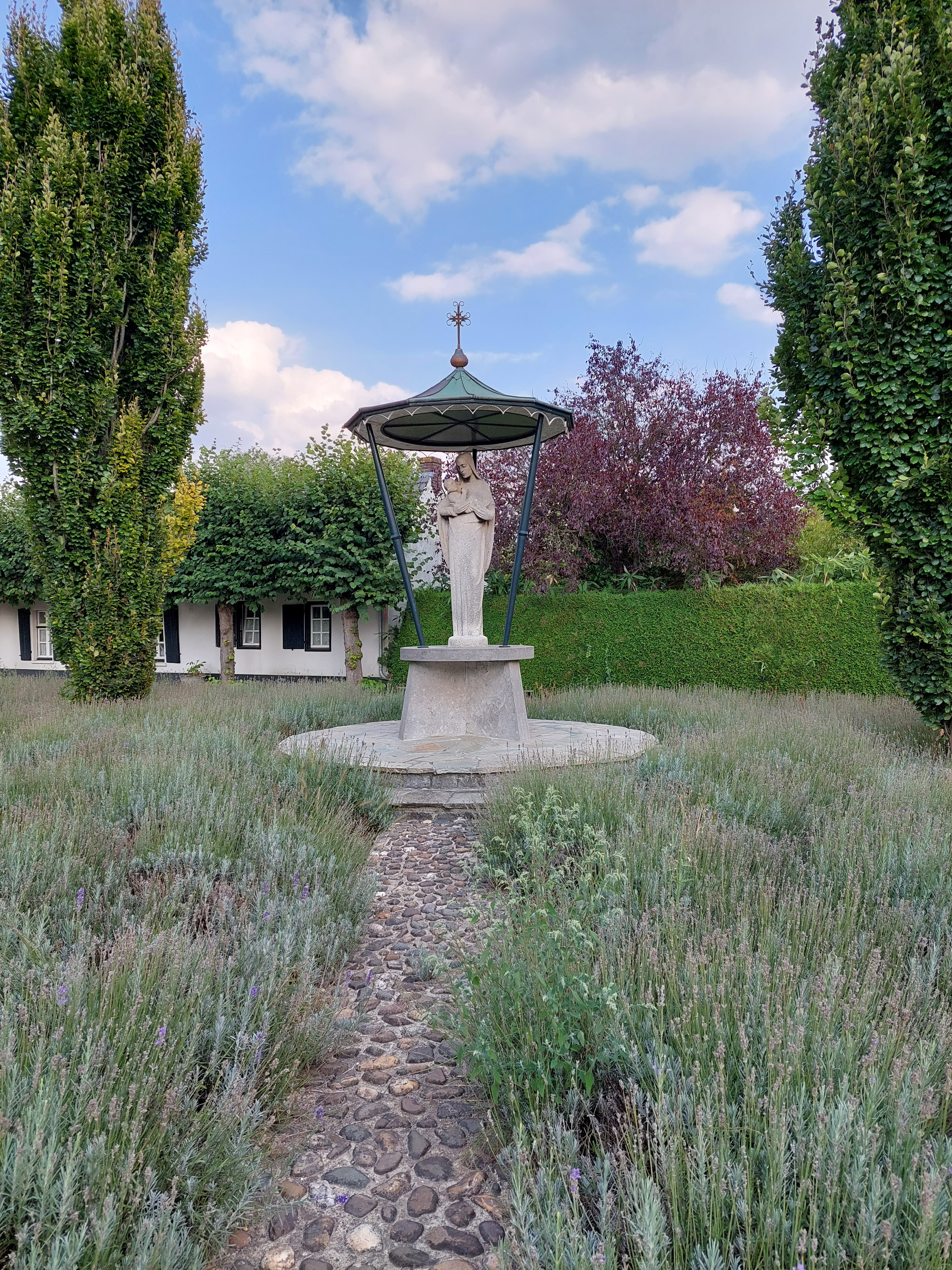
Mariakapel (Vergelt)

De Mariakapel is een kapel in buurtschap Vergelt bij Baarlo in de Nederlandse gemeente Peel en Maas. De kapel staat aan de straat Vergelt waar de Tasselaar hierop uitkomt, ten oosten van het dorp.
De kapel is gewijd aan de heilige Maria.

## Geschiedenis
Na de Tweede Wereldoorlog werd de Mariakapel opgericht.

## Bouwwerk
De open kapel bestaat uit een driezijdige betonnen sokkel, daarboven drie dunne pijlers die de spits toelopende baldakijn dragen. De top van de baldakijn wordt bekroond door een wereldbol met daarop een sierlijk kruis. Onder het baldakijn staat op de sokkel het Mariabeeld. Het grijze beeld toont de Onze-Lieve-Vrouw met op haar rechterarm het kindje Jezus.